# مايك تومسون (لاعب كرة قدم أمريكية)
مايك تومسون (بالإنجليزية: Mike Thompson)‏ هو لاعب كرة قدم أمريكية أمريكي، ولد في 22 ديسمبر 1971 في بورتاغ في الولايات المتحدة.

## وصلات خارجية
- مايك تومسون على موقع مرجع كرة القدم المحترفة.كوم (الإنجليزية)